# Harbord Village
Harbord Village est un quartier de la ville de Toronto, au Canada. Il se situe à l'ouest de l'Université de Toronto, ses frontières les plus communément admises étant la rue Bloor au nord, l'avenue Spadina à l'est, la rue College au sud et la rue Bathurst à l'ouest. Le quartier portait à l'origine le nom de Sussex-Ulster, référence à deux voies traversant le quartier. La rue fut rebaptisée en 2000 par l'association des habitants du quartier, du nom de l'artère centrale traversant le quartier.
Le quartier s'est construit et développé à la fin du XIXe siècle.